# Otto August Rosenberger
Otto August Rosenberger (Tukums, 10 de agosto de 1800 — Halle an der Saale, 23 de janeiro de 1890) foi um astrônomo germano-báltico.
Rosenberger estudou na Universidade de Königsberg, e destacou-se pelo estudo de cometas. Recebeu a Medalha de Ouro da Royal Astronomical Society em 1837.
A cratera lunar Rosenberger foi batizada em sua homenagem.